# Мунглетемур
Монгке-Тимур, познат је и под именом Мунглетемур  и Монглетемур , био је господар Татара са запада , тј. кан Златне хорде од 1266. године све до своје смрти 1282. године. Владао је из града Сараја   на доњој Волги , тј. на реци Атхуба .
Био је унук Бату-кана.

## Мунглетемурове територије
Мунглетемур је као кан Златне хорде владао:
- Команијом,
- Аланијом,
- Лаком,
- Менгиаром,
- Циком,
- Гутијом,
- Гацаријом,
- Русију [1].

## Односи са Русијом
Провинција Русија је тада била веома пространа област . Њени становници су хришћани православци.
Земља плаћа данак Мунглетемуру, са чијим поседима долази у додир на источним границама. Унутар граница Русије, у огромним количинама сакупљало се крзно хермелина, арколина, самура, куна, лисица и других животиња из тог рода, као и много воска. Имало је неколико рудника, из којих су се добијале велике количине сребра.
Русија је необично хладна област, која се простире чак до Северног океана, где се у огромном броју хвата северни и сиви соко, и одатле односи у друге делове света .

### Начин управљања Русијом
Мунглетемур удара намет на освојене руске земље и поставља тамо управљаче, баскаке, са мањим одредима војника који имају дужност да надгледају становништво, које је преостало после Татарске најезде. Татарски чиновници су пребројавали становништво да би му наметнули порез. Једино су свештена лица била ослобођена пореза, и: уопште узев, Татари остављају православној руској цркви све њене повластице и не прогоне је.
Осим скупљања данка, они се не мешају у послове освојених области, које остављају руским кнежевима, али задржавају право да их потврђују у томе звању; зато руски кнежеви морају да одлазе у Хорду , у Сарај  и траже од Мунглетемура  јарлик (повељу)  на кнежевину  који им даје кнежевску власт  .
Опљачкано и десетковано том свирепом најездом, руско становништво повија се под татарским јармом . Русија је потпадала под Златну Хорду као скуп вазалних кнежевина. На почетку своје владавине држао је чак и своје власти у Русији, али су касније кнежеви издејствовали да заступају свој народ непосредно пред Мунглетемуровим повереницима (даруга) у Сарају и да сами скупљају данак (харач) на основу врло строго спроведеног пописа становништва и његове имовине. Али то се утврдило тек постепено; на почетку његове владавине Руси су грозно патили под татарским јармом. Насиља Мунглетемурових повереника у покрајинама, баскака и пописивача, изазивала су буне, које су свирепо угушиване . Татари од тад нису дирали у политичку организацију Русије, већ су једним јарликом подарили једноме од руских кнежева титулу великога кнеза обавезујући га да прикупља и предаје Хорди данак свих осталих кнежева. Преостали кнежеви покоравају се такође; понекад они чак обуздавају покушаје побуне становништва, које губи стрпљење због глобљења и насиља што га врше скупљачи пореза .

#### Последице
Татарски јарам је имао као велику последицу то, да је одвојио Русију од Западне Европе. Затим, он је допринео знатно суровости и грубости народних обичаја и административне праксе. Много оријенталског ушло је преко Татара у руски живот. Позајмила је Русија, управо Москва, можда и понеку корисну црту у организацији власти, финансија, статистике, али се ова позитивна добит сасвим губи при упоређењу са големим злом, које су зла времена несумњиво донела .

### Руске земље
За време његове владавине Русијом је владала велика кнежевина Владимир је била подељена на:
- Ростовску кнежевину,
- Перејаславску кнежевину,
- Јуријевску кнежевину,
- Стародубску кнежевину.

Тада су се појавиле и нове кнежевине:
- Суздаљска,
- Костромска,
- Московска [4],
- Тверска,
- Смољенска,
- Јарославска,
- Рјазанска,
- Њижегородска [3].

### Односи с руским владарима

#### Велики кнежеви Владимира
Велики кнежеви Владимира, који су се измењивали уз различите интриге у Хорди, а понекад и уз борбе у самој Русији, нису играли неку нарочиту улогу и ни по чему се нису истакли .

#### Галичко краљевство
Галичком Русијом  у то време влада Лав I Галички  и краљевство опада под влашћу бољарског сталежа . То користи Мунглетемур, који за упада у Пољску и пустоши област Галич-Волинију толико, да се та покрајина још задуго није могла да опорави од тога удара нити да поврати некадашње благостање .

## Рат с Бугарском
За време Мунглетемура воде се међусобице у Бугарској услед којих су изгубљене њихове територије у Тракији и Македонији. Бугарска је брзо изгубила ону политичку улогу коју је дотада играла на Балканском полуострву. Мунглетемур је то искористио и нападао ју је. Насиља и самовлашће феудалних бојара довршавали су пропадање земље. Већи део земље припадао је бојарима, вишем свештенству и манастирима.
У Бугарској је од 1277. до 1280. беснео грађански рат . Пропадање земље због бојарских међусобица и бедан положај сељаштва изазвали су устанак, коме је на чело стао народни вођ — пастир Ивајло, који се прогласио царем (1277. године). На његову страну прелазиле су читаве области. Он је успешно ратовао против Мунглетемура и двапут га потукао .
За то време цар Константин I Асен Тих, сломивши ногу, беше постао теже покретан и није могао с успехом да сузбије предузећа многих огорчених противника, раздражених нарочито поступцима његове царице . Становништво бугарске престонице — Трнова — отворило је Ивајлу врата  и те 1277. цар је изгубио и круну и живот, а онда је почело страховито клање у земљи .
Бугарски бојари позвали су у помоћ поред Мунглетемура и Грке и Кумане и угушили устанак. Ивајло је погинуо, али народ дуго није хтео да верује у његову смрт . После дугих борби и невоља дочепао се, најзад, 1280., царског престола један Куманац, Ђорђе Тертерије .

## Смрт
Умро је 1282. године, а наследио га је Тотамонгу .